# Sagaredžo
Sagaredžo (gruzínsky საგარეჯო) je malé okresní město ve východogruzínském kraji Kachetie. Od hlavního města Tbilisi je vzdálené zhruba 58 km na východ. V současnosti zde žije 10 871 obyvatel (2014).
Město bylo odjakživa považováno za správní středisko historického Gare-kachetského území (Vnější Kachetie) a první písemná zmínka pochází z 11. století. Tehdy se toto město jmenovalo Tvali. Až později došlo k přejmenování na Sagaradžo dle jednoho z vlastníků této oblasti, kterým mohl být nedaleký klášterní komplex sv. Davida z Garedži. Statut města byl Sagaredžu přiznán až roku 1962. Za městem se nachází rozvaliny opevněné katedrály Ninocminda.

## Hospodářství
V Sagaredžu jsou potravinářské podniky na zpracování vína, masných a mléčných výrobků a konzerv. Dále se ve městě zpracovávají stavební materiály.

## Doprava
Městem prochází železniční trať z roku 1915, elektrizovaná 3 kV stejnosměrného napětí v roce 1964, z Tbilisi do Telavi. Nádraží je 4 km jihovýchodně od centra. Jižně od města prochází silnice S5, která spojuje Tbilisi přes Znori s ázebájdžánskou hranicí u města Lagodechi.
Z města vede 12 km dlouhá serpentinovitá silnice k přes 1600 m nad mořem ležícímu lázeňskému areálu Koda (též Civi-Koda).